# Saint-Médard (Charente)
Saint-Médard település Franciaországban, Charente megyében. Lakosainak száma 306 fő (2022. január 1.). Saint-Médard Barbezieux-Saint-Hilaire, Vignolles és Bellevigne községekkel határos.

## Népesség
A település népessége az elmúlt években az alábbi módon változott:
| Lakosok száma | 264  | 257  | 257  | 239  | 314  | 317  | 326  | 319  | 315  | 306  |
|               | 1968 | 1982 | 1990 | 2006 | 2013 | 2015 | 2017 | 2019 | 2020 | 2022 |